# Мелюзина (роман)
«Мелюзи́на» (фр. Livre de Mélusine, 1387—1393) — прозаический рыцарский роман, написанный Жаном из Арраса, клириком герцога Беррийского.

## Жанр книги
В «Мелюзине» структура авантюрного рыцарского романа накладывается на средневековые легенды. Сказочность сюжета сочетается в книге Жана Аррасского с прославлением рыцарских доблестей, осуждением предательства и вероломства, а также с наивным рассказом о возникновении местных замков и о возвышении феодального рода Лузиньянов. По своему типу это произведение приближается к «народным книгам», сочетающим дидактизм с развлекательностью, а фольклорного типа фантастику — с демократическим взглядом на мир.

## Сюжет

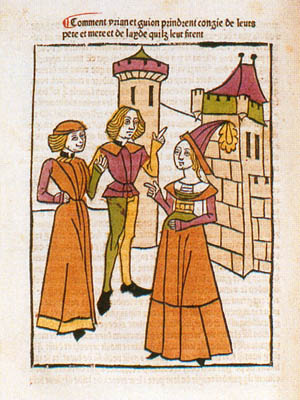
Прощание с родителями. Иллюстрация к книге Жана из Арраса. Женева, 1478.

Мелюзина — добрая фея, но такой она стала не по своей воле. Не по своей воле приобрела она и другое своё качество — превращаться по субботам в женщину-змею. Она строит замки, заботится о благополучии края, рожает детей. Так продолжается до тех пор, пока её муж Ремоден не обнаружил однажды в субботу у моющейся Мелюзины змеиный хвост (обычно она тщательно пряталась от всех в такой день). Хотя Ремоден и промолчал, но заклятие, лежащее на ней, заставляет её покинуть семью, близких, родные места, покинуть навсегда. Она появляется теперь лишь тогда, когда с кем-нибудь из её рода случается беда.
Это основной сюжет, но повествование в книге заполнено другим. Оно состоит из рассказа о подвигах, что совершают сыновья Мелюзины. Пятеро из них — достойнейшие и отважнейшие рыцари. Они пускаются на поиски приключений, воюют с другими рыцарями или сражаются с драконами. Они отвоевывают королевства для пяти притесняемых принцесс и затем женятся на них. Шестой сын — Жоффруа Большезубый — тоже отважен и силен. Но он обладает необузданным нравом и может не только карать злодеев, но и сам совершать несправедливости. Однажды в припадке гнева он сжигает монастырь со всеми его монахами и убивает родного брата.

## Издательская судьба
Первое издание романа было опубликовано в 1478 году в Женеве печатником Адамом Штайншабером. Затем книга несколько раз перепечатывалась в Лионе, а на рубеже XV-XVI веков выходила в Париже. Начиная с 1624 года «Мелюзина» многократно печаталась в составе пользовавшейся большой популярностью «Голубой библиотеки».